# Alois Wimberger
Alois Wimberger (* 23. Jänner 1898 in Linz; † 19. Dezember 1981 ebenda) war österreichischer Politiker (SPÖ). Wimberger war 1945 Landesrat in der Oberösterreichischen Landesregierung und von 1945 bis 1962 Abgeordneter zum
Nationalrat.

## Ausbildung und Beruf
Wimberger wuchs als Sohn eines Lehrers auf und verbrachte seine Jugendjahre am Dienstort seines Vaters in St. Leonhard bei Freistadt. Auch Alois Wimberger ergriff den Beruf des Lehrers und besuchte die Lehrerbildungsanstalt in Linz. Noch vor Abschluss seiner Ausbildung wurde er zum Militärdienst eingezogen und an die Nordfront versetzt. Während der Brussilow-Offensive erlitt er vier Bajonettstiche und geriet schwer verwundet in russische Kriegsgefangenschaft. Dort wurde er Sozialist und konnte nach mehreren Jahren durch einen Gefangenenaustausch nach Oberösterreich zurückkehren. Er schloss daraufhin seine Ausbildung zum Lehrer ab und arbeitete in der Folge als Lehrer in St. Johann am Walde, Kirchberg, Pischelsdorf am Engelbach und Schneegattern (Gemeinde Lengau). Nachdem er 1934 an die Figuly-Schule versetzt worden war, verhaftete man Wimberger in der Folge der Februarkämpfe 1934 nach nur drei Wochen Tätigkeit an seiner neuen Schule. Er wurde wegen Hochverrat angeklagt und für sieben Monate vom Schuldienst enthoben. In der Folge war er jedoch wieder als Volksschuldirektor beschäftigt.

## Politik
Bis zum Verbot der Sozialdemokratischen Partei 1934 war Wimberger Bezirksbildungsreferent der Sozialdemokratischen Partei Braunau und engagierte sich in der Lehrergewerkschaft. Zudem war er Leiter der Schul- und Kinderfreunde. Nach dem Ende des Zweiten Weltkriegs wurde Wimberger in den Parteivorstand der SPÖ gewählt, war Landesbildungsreferent und Mitbegründer des Sozialdemokratischen LehrerInnenvereins in Oberösterreich. Er gehörte 1945 der Provisorischen Landesregierung an und wechselte nach der Nationalratswahl 1945 als erster sozialdemokratischer Nationalratsabgeordneter des Mühlviertels nach Wien. Er wurde am 19. Dezember 1945 angelobt und gehörte dem Nationalrat über fünf Legislaturperioden bis zum 14. Dezember 1962 an. Zudem wirkte Wimberger, der nach dem Ersten Weltkrieg selbst schwerkriegsversehrt gewesen war, im Kriegsopferverband, in dem er zwischen 1949 und 1967 die Funktion des Landesobmanns innehatte. Zudem war er Vizepräsident des Kriegsopferverbandes Österreichs.